# Заблоце (Торунський повіт)
Заблоце (пол. Zabłocie) — село в Польщі, у гміні Черніково Торунського повіту Куявсько-Поморського воєводства.
У 1975-1998 роках село належало до Влоцлавського воєводства.